# Brock Chisholm
Brock Chisholm, CC (* 18. Mai 1896 in Oakville (Ontario); † 4. Februar 1971 in Victoria (British Columbia)) war ein international bekannter kanadischer Psychiater. Von 1948 bis 1953 war er der erste Generaldirektor der Weltgesundheitsorganisation (WHO).

## Leben und Leistungen
Im Ersten Weltkrieg diente Chisholm in der kanadischen Armee und war in Frankreich im militärischen Einsatz. Nachdem er 1917 als dekorierter Kriegsveteran nach Kanada zurückgekehrt war, begann er ein Medizinstudium an der University of Toronto, das er 1924 abschloss. In den nächsten sechs Jahren war er als Psychiater tätig. Nach einer Weiterbildung spezialisierte er sich auf psychische Krankheiten von Kindern.
1944 wurde er von der kanadischen Regierung zum stellvertretenden Gesundheitsminister gewählt. Ab 1946 war er an den Vorbereitungsarbeiten für die Gründung der WHO in leitender Position verantwortlich. 1948 wurde er zum ersten WHO-Generaldirektor gewählt. Diese Funktion hatte er bis zum Ablauf seiner Amtszeit 1953 inne.
Von 1958 bis 1959 war Chisholm Präsident der World Federation of Mental Health.
2018 wurde Chisholm posthum in die Canadian Medical Hall of Fame aufgenommen.